# Kendrick Lamar
Kendrick Lamar Duckworth (17 de junho de 1987) é um rapper norte-americano. Considerado um dos melhores rappers de todos os tempos, ele recebeu o Prêmio Pulitzer em 2018, tornando-se o primeiro músico fora dos gêneros clássico e jazz a receber a homenagem.
Nascido em Compton, Califórnia, Lamar começou a lançar músicas sob o nome artístico K.Dot enquanto frequentava o ensino médio. Ele assinou com a Top Dawg Entertainment (TDE) em 2005 e co-fundou o supergrupo de hip hop Black Hippy. Após o lançamento de seu álbum de estreia de rap alternativo, Section.80 (2011), Lamar assinou um contrato conjunto com a Aftermath Entertainment do Dr. Dre e a Interscope Records. Ele conquistou popularidade com seu segundo álbum, influenciado pelo gangsta rap, Good Kid, M.A.A.D City (2012), que se tornou o álbum de hip hop com o maior tempo de permanência na história da Billboard 200; a revista Rolling Stone considerou-o o melhor álbum conceitual de todos os tempos. Em 2015, Lamar conseguiu sua primeira canção número um na Billboard Hot 100, ao participar do remix de "Bad Blood" de Taylor Swift, e lançou seu terceiro álbum, To Pimp a Butterfly, que mesclou hip hop com gêneros musicais históricos afro-americanos como jazz, funk e soul, e tornou-se seu primeiro de cinco álbuns consecutivos a liderarem a Billboard 200.
O sucesso crítico e comercial de Lamar continuou com seu quarto álbum, inclinado aos estilos R&B e pop, Damn (2017), que produziu seu segundo single número um nos Estados Unidos, "Humble". Ele fez a curadoria de músicas originais para a trilha sonora do filme Black Panther (2018), rendendo-lhe uma indicação ao prêmio de Melhor Canção Original no Oscars, peala canção "All the Stars". Seu álbum duplo Mr. Morale & The Big Steppers (2022) concluiu seu contrato com a TDE e a Aftermath. Seu conflito com Drake em 2024 gerou as canções número um "Like That" e "Not Like Us", com a última vencendo cinco Grammy Awards, incluindo Canção do Ano e Gravação do Ano. Seu sexto álbum de estúdio, GNX (2024), produziu seu quinto single a liderar a tabela estadunidense, "Squabble Up".
Lamar recebeu múltiplos prêmios, incluindo 22 Grammy Awards (a terceira maior quantidade por um rapper), um Primetime Emmy Award, um Brit Award, quatro American Music Awards, 7 Billboard Music Awards, 11 MTV Video Music Awards (incluindo duas vitórias na categoria de Videoclipe do Ano) e um recorde de 37 BET Hip Hop Awards. A revista Time listou Lamar como uma das 100 pessoas mais influentes do mundo em 2016. Três de seus trabalhos foram incluídos na lista dos 500 Melhores Álbuns de Todos os Tempos da Rolling Stone. Sua apresentação no intervalo do Super Bowl LIX em 2025, a primeira liderada por um rapper solista, quebrou recordes de audiência, com 133.5 milhões de telespectadores domesticamente. Fora da música, Lamar foi co-fundou a empresa criativa PGLang e se aventurou no cinema com seu parceiro criativo de longa data, Dave Free.

## Biografia

### Início da vida e carreira
Kendrick Lamar nasceu em Compton, Califórnia, e os pais em Chicago, Illinois. Seus pais se mudaram de Chicago para Compton devido a afiliação de seu pai com gangues da região. Seu nome foi dado em homenagem ao cantor e compositor Eddie Kendricks do The Temptations. Em 1995, com 8 anos de idade, Lamar viu seus ídolos Tupac Shakur e Dr. Dre gravando o videoclipe para o single de sucesso California Love, um momento muito significativo na sua vida. Na adolescência, Lamar frequentou a Centennial High School em Compton, onde revelou ser um ótimo aluno. Lamar logo se envolveu fortemente com a cultura de gangues de Compton, como os Pirus, o que levou a inúmeras experiências de violência. Ele se distanciou do estilo de vida após uma intervenção de seu pai. Quando tinha 16 anos, foi batizado e convertido ao cristianismo após a morte de um amigo. Lamar iniciou um relacionamento romântico duradouro com sua colega de classe, a esteticista Whitney Alford. Lamar se formou no ensino médio em 2006 como aluno nota A. Ele flertou com a ideia de estudar psicologia e astronomia na faculdade, mas suspendeu suas atividades acadêmicas para se concentrar em sua carreira musical.
Com dezesseis anos, Lamar lançou sua primeira coletânea de temas, uma mixtape intitulada Youngest Head Nigga in Charge, sob o nome de K-Dot. Essa mixtape levou Lamar a assinar com a gravadora Top Dawg Entertainment (TDE), através da qual lançou mais duas mixtapes até abandonar seu nome de K-Dot e adotar seu nome de batismo. Em seguida, ele lançou um EP auto-intitulado no final de 2009. No mesmo ano, Lamar formou na TDE o grupo Black Hippy, com os rappers Jay Rock, Ab-Soul e Schoolboy Q. Ele declarou que 2Pac, Dr. Dre, The Notorious B.I.G, Jay-Z, Nas e Eminem são seus seis rappers favoritos. Lamar também citou Lil Wayne como inspiração de sua carreira. Em 14 de setembro de 2010, Lamar lançou a sua quinta mixtape, Overly Dedicated, em plataformas de venda digitais, sob a TDE, e mais tarde, em 23 de setembro desse mesmo ano, lançou Overly Dedicated gratuitamente online.

### 2011–2014: Primeiro Álbum eGood Kid, M.A.A.D City

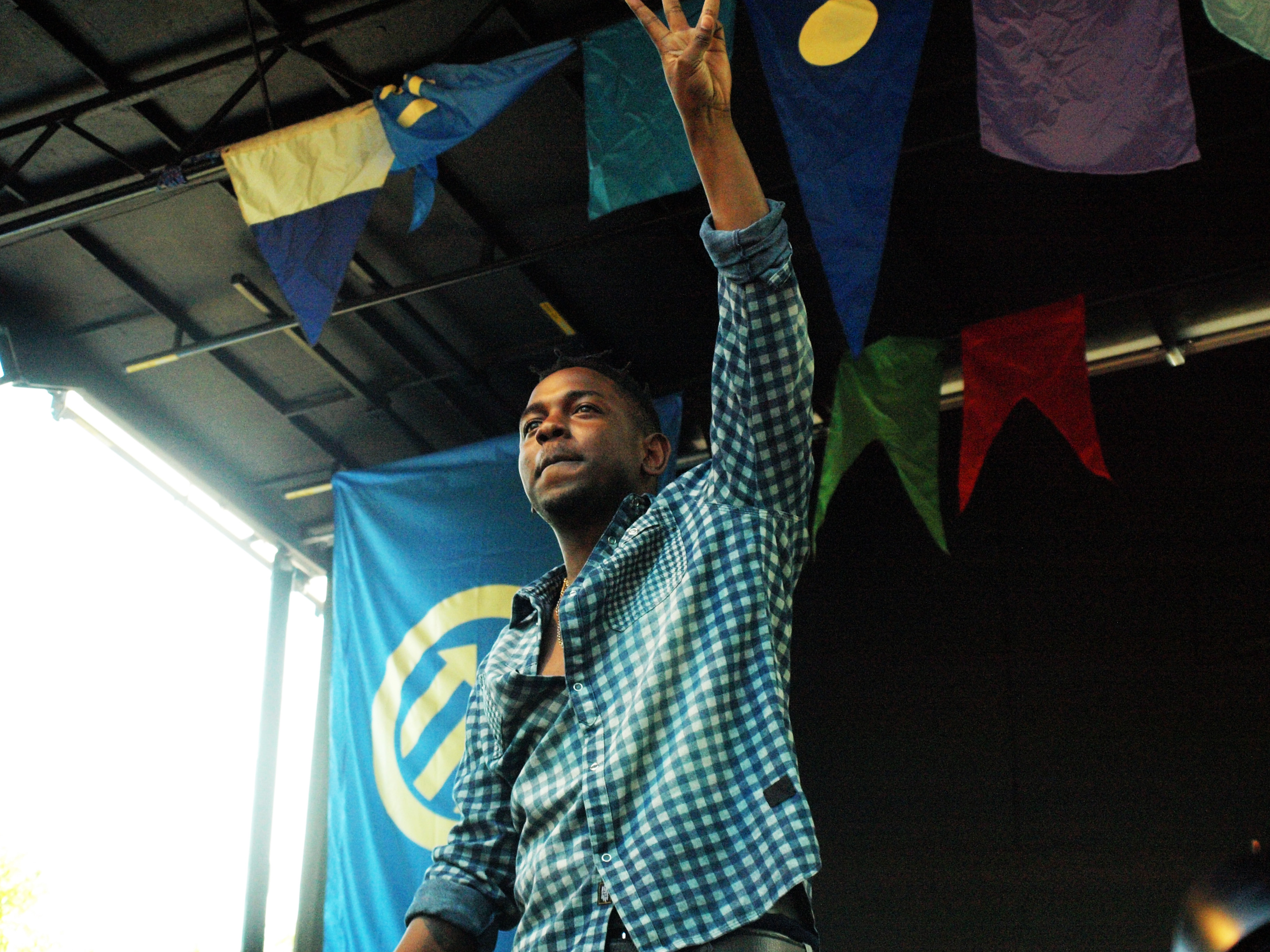
Lamar no festival Pitchfork, em 2012

Em 2 de julho de 2011, Lamar lançou seu primeiro álbum por uma gravadora independente, Section.80, que marcou a primeira aparição de Lamar na parada Billboard 200, onde alcançou a posição 113. Vendeu aproximadamente cinco mil cópias em sua primeira semana de lançamento, com cobertura mínima dos principais meios de comunicação, e chegou a ser número 113 na Billboard 200.
De fevereiro a abril de 2012, ele foi o ato de abertura dos shows de Drake na Club Paradise Tour. Seu primeiro single, "Swimming Pools (Drank)", alcançou a posição 17 na Billboard Hot 100, marcando seu primeiro single top 20 nos EUA. De setembro a outubro, ele encabeçou a BET Music Matters Tour com Black Hippy e Stalley. Lamar ganhou o prêmio de Letrista do Ano no BET Hip Hop Awards de 2012, onde realizou uma performance. Ele participou do single "Fuckin' Problems" do ASAP Rocky, ao lado de Drake e 2 Chainz, que alcançou o top 10 nos EUA. Seu segundo álbum de estúdio e o primeiro por uma grande gravadora (neste caso, a Aftermath/Interscope), good kid, m.A.A.d City, foi lançado em 22 de outubro. O disco foi aclamação pela crítica e entrou diretamente para o número 2 da Billboard 200, vendendo 242.122 cópias em sua primeira semana. Em dezembro, o canal Fuse classificou o single de Lamar "Backseat Freestyle" como uma das 40 melhores músicas de 2012. O álbum vendeu 980 mil cópias até de julho de 2013 e foi certificado ouro pela Recording Industry Association of America (RIAA). A HipHop DX nomeou Lamar o "MC do Ano" para sua premiação de fim de ano em 2012.
Lamar causou polêmica em agosto de 2013 em um verso da música Control, de Big Sean. Em seu verso, Kendrick fala de toda a indústria do hip-hop, com Lamar prometendo ser melhor liricamente do que qualquer outro rapper, citando, J. Cole, Big K.R.I.T., Wale, Pusha T, Meek Mill, A$AP Rocky, Drake, Big Sean, Jay Electronica, Tyler, The Creator e Mac Miller. Ele também passou a chamar-se de "O Rei de Nova York", o que causou polêmica com vários rappers nova-iorquinos, visto que Lamar é da California. Vários rappers de Nova York responderam sua provocação em outras músicas, tais como Papoose, The Mad Rapper, Mickey Factz, JR Writer, Mysonne e Joell Ortiz, bem como outros rappers, como Lupe Fiasco, Cassidy, Joe Budden, King L, Bizarre e B.o.B. Na semana seguinte do lançamento da faixa, a conta de Lamar no Twitter aumentou 510% em seguidores, enquanto sua página na Wikipédia recebeu um número incrível de 200 000 visualizações.
Ele recebeu sete indicações no Grammy Awards de 2014, incluindo Melhor Artista Revelação, Melhor Álbum de Rap e Álbum do Ano por Good Kid, MAAD City. Ele não venceu na cerimônia, o que causou várias críticas do público a academia. Macklemore, que ganhou Melhor Artista Revelação e Melhor Álbum de Rap, compartilhou uma mensagem de texto que enviou a Lamar após o término da cerimônia, na qual ele se desculpou por vence-lo. Durante a cerimônia de premiação, Lamar realizou um mashup de "MAAD City" e " Radioactive" com a banda de rock Imagine Dragons, que foi recebido com aclamação da crítica.

### 2015–2016:To Pimp a ButterflyeUntitled Unmastered
Kendrick Lamar primeiro revelou planos de lançar o sucessor da sua estreia por uma grande gravadora, good kid, m.A.A.d City, em 28 de fevereiro de 2014, durante uma entrevista à Billboard. Lamar descreveu o álbum, To Pimp a Butterfly, que incorpora elementos de funk, poesia declamada e jazz, como "honesto, com medo e sem remorso". Em 23 de setembro de 2014, Kendrick Lamar lança "i" como single, para distribuição digital. A canção foi recebida com elogios da crítica musical e foi colocada em várias listas de melhores canções do ano. Em 15 de novembro de 2014, Lamar foi um dos convidados no Saturday Night Live, onde apresentou versão prolongada de "i", que foi a versão incluída no álbum. Em 9 de fevereiro de 2015, Lamar lançou o segundo single oficial do álbum, "The Blacker the Berry".
Sites especializados indicaram que o álbum venderia mais de 325 mil cópias em sua semana de estreia, fazendo-o então estrear na primeira posição no Estados Unidos. To Pimp a Butterfly estreou na liderança das paradas de álbuns da Nova Zelândia, e da Austrália, e no top dez na Holanda, mesmo depois de ter sido lançado no meio da semana de rastreamento de vendas. No país de origem de Lamar, o álbum chegou ao topo da Billboard 200, com 363 mil copias vendidas na semana de estreia, superando as previsões feitas pelos especialistas. Até 19 de Julho de 2015, o álbum vendeu mais de 642 000 cópias no Estados Unidos. Em uma entrevista à revista Rolling Stone, Kendrick indicou que o título era uma brincadeira com o romance de Harper Lee, To Kill a Mockingbird. Ele foi citado como dizendo: "Basta colocar a palavra "pimp" ao lado de "borboleta" ("butterfly")... É uma viagem. Isso é uma frase que ficará para sempre. Vai ser ensinada em cursos universitários. Eu realmente acredito nisso". Após seu lançamento, To Pimp a Butterfly foi extremamente aclamado pela crítica profissional. O site Metacritic, responsável por calcular médias agregadas de avaliações de críticos renomados da indústria musical, definiu sua média como 96 pontos em 100 possíveis (a 4ª pontuação mais alta da história do site, entre todos os gêneros), com base nas avaliações de 44 críticos. O álbum foi o de maior pontuação do 2015 no Metacritic, tanto em termos de metascore como de pontuação do usuário, além do álbum de hip hop com maior pontuação de todos os tempos. Dessa maneira, a pontuação do disco ultrapassou a do Stankonia, do OutKast, como o álbum de rap mais bem classificado do site.
Em 2016, lançou, de surpresa, um álbum compilatório, a que preferiu apelidar de "projeto", chamado untitled unmastered. O álbum conta com 8 temas, tomos com "untitled" ("sem título") no nome e uma data. Os temas são de untitled unmastered. são demos criadas no desenvolvimento de To Pimp a Butterfly. untitled unmastered. foi bem recebido pela crítica e tornou-se o segundo álbum de Lamar a atingir o topo das tabelas dos EUA e do Canadá, assim como o seu primeiro álbum a chegar ao nº 1 na Dinamarca.

### 2017–2019:DAMN.eBlack Panther
Em 23 de março de 2017, Lamar lançou um single promocional "The Heart Part 4". Uma semana depois, Lamar lançou o single principal, intitulado "Humble", acompanhado por seu vídeo musical. No dia 7 de abril, seu quarto álbum de estúdio foi disponibilizado para pré-pedido e confirmado para ser lançado em 14 de abril. Já no dia 11 de abril, Lamar anunciou o título do álbum, Damn (estilizado como DAMN.), bem como a lista de faixas, que confirmou sua parceria com Rihanna, Zacari e U2. Seu quarto álbum, Droga, foi disponibilizado para pré-encomenda em 7 de abril e lançado em 14 de abril. Três dias depois, o rapper foi a atração principal do primeiro de dois fins de semana do Coachella Valley Music and Arts Festival.
Lançado em 14 de abril de 2017, o álbum foi aclamado pela crítica; a revista Rolling Stone o descreveu como uma combinação de "a velha escola e o próximo nível". Marcou seu terceiro álbum número #1 no gráfico Billboard 200, e o single "Humble" tornou-se seu primeiro número #1 como artista principal no Billboard Hot 100. Em 4 de maio, Damn foi certificada platina pela Recording Industry Association of America (RIAA). Posteriormente, meados de dezembro, Lamar lançou Damn - Edição de Colecionadores com a tracklist do álbum original na ordem inversa. Todas as 14 músicas do álbum estrearam no Hot 100, incluindo o top 20 para "Loyalty" e "Love". Lamar foi o quinto artista na história a colocar pelo menos 14 faixas simultâneos no Hot 100. Damn foi o sétimo álbum mais vendido de 2017 de acordo com a Federação Internacional da Indústria Fonográfica, enquanto "Humble" foi o sexto single mais vendido do ano.  Em junho de 2018, tornou-se o primeiro álbum de um rapper ou artista solo a ter todas as músicas apresentadas ganhando uma certificação de ouro ou superior da Recording Industry Association of America. Em abril de 2018, o rapper ganhou o Prêmio Pulitzer pelo seu álbum Damn, tornando-se o primeiro artista não clássico ou de jazz a ganhar o Pulitzer na categoria música. No site oficial, o Pulitzer justificou a honra: "DAMN é uma coleção virtuosa de músicas unificada por sua autenticidade e dinamismo rítmico, que oferece uma visão da complexidade da vida moderna de afro-americanos".
Junto com o principal fundador da Dawg Entertainment, Anthony Tiffith, Lamar produziu a trilha sonora do filme Black Panther. Um single da trilha sonora, "All the Stars", foi lançado em janeiro de 2018 e possui o cantora SZA. Lamar contribuiu com vocais principais e de fundo para todas as faixas do álbum, independentemente do crédito, e produziu músicas selecionadas. Os críticos musicais consideram Black Panther: The Album um marco histórico, elogiando suas letras e significado cultural. Passou duas semanas consecutivas no topo da Billboard 200. Lamar abriu o 60º Grammy Awards realizando um medley com a banda de rock U2, contando com narração de Dave Chappelle. Ele ganhou cinco prêmios durante a cerimônia: Damn foi nomeado Melhor Álbum de Rap, "Humble" ganhou Melhor Performance de Rap, Melhor Canção de Rap e Melhor Vídeo Musical e "Loyalty" ganhou Melhor Performance de Rap/Cantada.

### 2020–2024:Mr. Morale & the Big Steppers e Conflitos com Drake
Depois de lançar o single promocional "The Heart Part 5", o quinto álbum de Lamar, Mr. Morale & the Big Steppers, foi lançado em 13 de maio de 2022.  Ele e Alford usaram a arte da capa do álbum para revelar o nascimento de seu filho, Enoque. O álbum duplo baseou-se em influências de jazz, R&B, trap e soul. Foi amplamente aclamado pela crítica, que aplaudiu as composições vulneráveis e o alcance de Lamar. Todas as faixas do álbum ficaram no Hot 100, incluindo seus três singles “N95”, “Silent Hill” e “Die Hard” que estrearam no top 10. Vendendo 295.000 unidades em sua primeira semana, Mr. Morale & the Big Steppers se tornou o quarto álbum consecutivo de Lamar número um na Billboard 200. Mais tarde, tornou-se o primeiro álbum de hip hop de 2022 a atingir um bilhão de streams no Spotify.
Durante o Grammy Awards de 2023, Mr. Morale & the Big Steppers foi nomeado Melhor Álbum de Rap, enquanto "The Heart Part 5" ganhou Melhor Performance de Rap e Melhor Canção de Rap.
Em 2024 após o lançamento da faixa First Person Shooter de Drake com J. Cole, Lamar foi indiretamente citado como estando ao lado dos dois artistas como um "Big 3" de três melhores rappers da geração. Apesar de bem-intencionado, o verso não agradou Kendrick, que se ofendeu com a insinuação de que ele e Drake estariam no mesmo nível de habilidade. Sua resposta veio na canção Like That, com Metro Boomin lançada em 26 de março. “F****-se as indiretas, First Person Shooter/ F****-se os ‘três grandes’, cara, grande sou apenas eu" A primeira resposta veio de J. Cole, que escreveu uma Diss furiosa para Kendrick no álbum Might Delete Later. Na música “7 Minutes Drill”, Cole faz criticas ao último álbum de Lamar, o chamando de trágico. Dias depois Cole retirou a música do ar e se desculpou publicamente. Ele deixou claro que não tinha intenção, ou vontade, de continuar brigando.

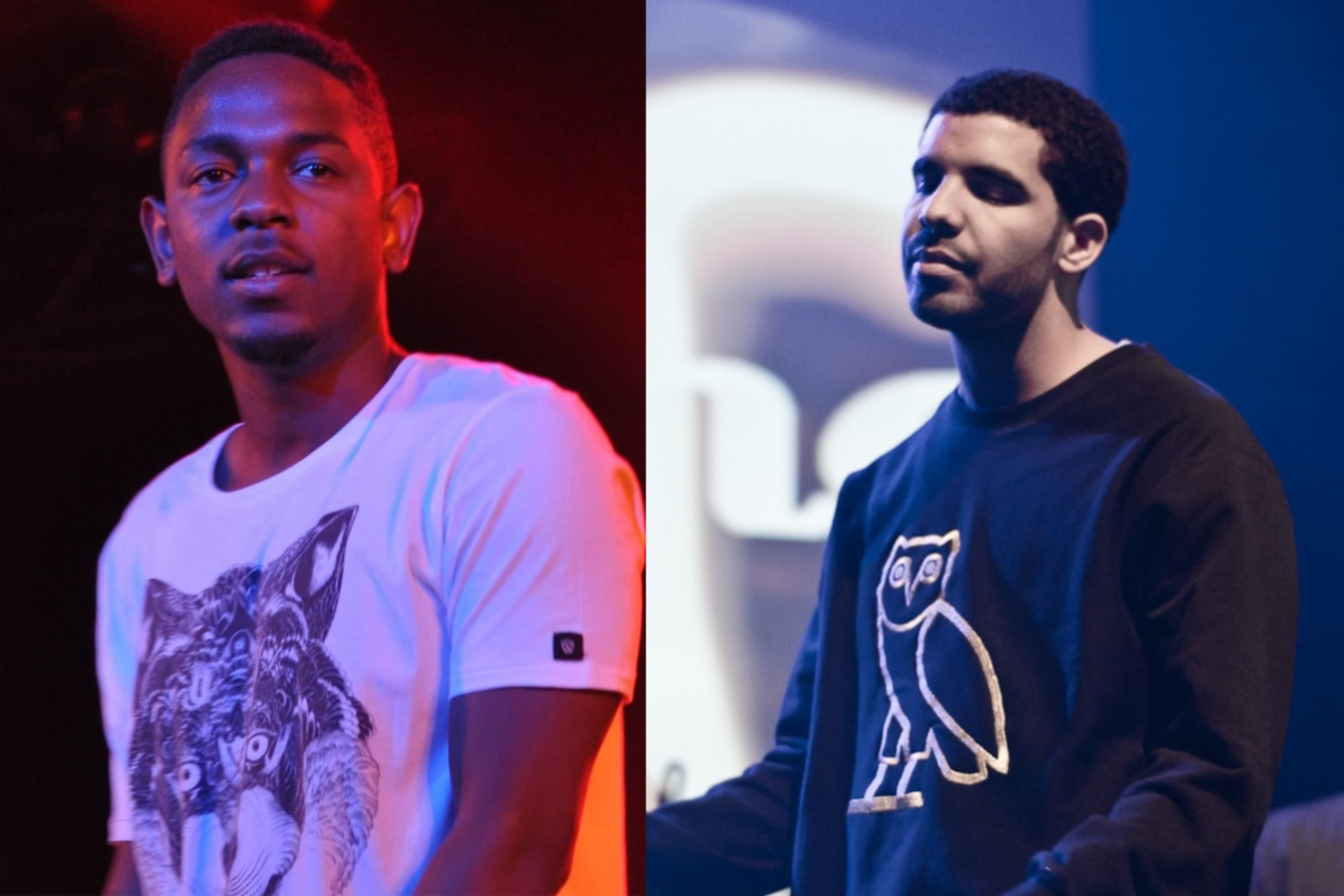
Conflito entre Drake (esq.) e Kendrick Lamar (Dir.) movimentou a cena do rap

Os ataques de Drake criaram o Conflito entre Drake e Kendrick Lamar, onde Drake insinuando que ele já teria sido superado por outros artistas como Travis Scott e 21 Savage, na faixa "Push Ups". Antes mesmo de receber uma resposta de Kendrick Lamar, Drake lançou sua segunda diss, “Taylor Made Freestyle”. Nela, ele faz mais provocações de que Lamar não o respondeu por estar aguardando aprovação da cantora pop Taylor Swift. O rapper canadense usou inteligência artificial para recriar as vozes de Tupac Shakur e Snoop Dogg. Lamar respondeu com a faixa "euphoria", indicando que Drake “não é um rapper, é um golpista querendo ser aceito”, além de questionar a paternidade do rival, criticar o uso de inteligência artificial e questionar a autenticidade das letras de Drake, se estaria brigando com “um escritor fantasma ou com uma IA”. Drake respondeu com a faixa "Family Matters", citando a mulher de Lamar e o acusando de agressão. Lamar lançou “Meet the Grahams”, uma música de quase sete minutos em que ele cita nominalmente a família do rival e faz sérias acusações sobre sua conduta e sua paternidade, o acusando de ser um pai ausente e de não assumir uma segunda filha. Menos de 24 horas depois, a música “Not Like Us” foi lançada no YouTube com uma miniatura que mostra a mansão de Drake marcada com várias setas utilizadas em um aplicativo que indica casas de predadores sexuais, como explica o The Direct. Nas letras, Lamar insinuou a preferência de Drake por garotas menores de idade. Drake respondeu com a faixa "The Heart Part 6", negando as acusações e citando traumas de abuso de Lamar.
A faixa Not Like Us se tornou viral na internet, levando Lamar a envia-la para as rádios urbanas. A faixa se tornou um grande sucesso, atingindo a primeira posição na Billboard Hot 100 e levando nomeações ao Grammy de Gravação do Ano e Composição do ano.

### 2024-Presente: GNX e Super Bowl LIX
Em 8 de setembro de 2024, Lamar foi anunciado como a atração principal do show do intervalo do Super Bowl LIX, marcando a primeira vez que um rapper liderou a apresentação como um ato solo. Três dias depois, ele lançou uma música sem título em sua conta do Instagram. Em 22 de novembro, ele compartilhou uma música intitulada "GNX", exclusivamente no YouTube, seguida de um lançamento surpresa do álbum de mesmo nome em streaming no mesmo dia.

## Influências
Kendrick Lamar afirmou que Tupac Shakur, The Notorious BIG, Jay Z, Nas e Eminem são os seus cinco melhores rappers favoritos. Tupac Shakur é a sua maior influência, e influenciou a sua música, bem como o estilo de vida do dia-a-dia. Em uma entrevista de 2011 com Rolling Stone, Lamar mencionou Mos Def e Snoop Dogg como rappers que ele ouviu e tomou influência durante seus primeiros anos. Ele também cita o rapper DMX como uma influência: "[DMX] realmente [me iniciou] na música", explicou Lamar em entrevista ao Power 99 da Filadélfia. "Esse primeiro álbum [It's Dark and Hell Is Hot ] é clássico, [então ele teve uma influência sobre mim]". Ele também declarou Eazy-E como uma influência em uma postagem por Complexo dizendo: "Eu não estaria aqui hoje se não fosse por Eazy-E".
Em uma entrevista de setembro de 2012, Lamar afirmou que o rapper Eminem "influenciou muito do meu estilo" e já creditou Eminem por sua própria agressividade musical, em registros como "Backseat Freestyle". Lamar também deu o trabalho de Lil Wayne no crédito dos Hot Boys por influenciar seu estilo e elogiou sua longevidade. Ele disse que também cresceu ouvindo Rakim, Dr. Dre e Tha Dogg Pound. Em janeiro de 2013, quando solicitado a nomear três rappers que desempenharam um papel em seu estilo, Lamar disse: "Provavelmente é mais uma influência da costa oeste. Um pouco de Kurupt, [Tupac], com algum conteúdo de Ice Cube". Em uma entrevista de novembro de 2013 com a GQ, quando perguntado sobre os quatro MC's que mais lhe influenciaram, ele respondeu Tupac Shakur, Dr. Dre, Snoop Dogg e Mobb Deep. Lamar professou ter sido influenciado pelo trompetista de jazz Miles Davis e Parliament-Funkadelic durante a gravação de To Pimp a Butterfly.

## Prêmios e indicações
Kendrick Lamar ganhou 81 prêmios de 186 indicações, incluindo 17 Grammy Awards e ASCAPVanguard Award por seu trabalho como compositor.
Lamar recebeu um total de sete indicações no Grammy Awards de 2014, incluindo Grammy Award para Álbum do Ano. Um ano depois, no Grammy Awards de 2015, ele ganhou Best Rap Song e Best Rap Performance por sua música "i". Lamar recebeu sua segunda nominação ao Álbum do Ano pelo 58º Grammy Awards, liderando a lista com 11 categorias. Para o último, ele se tornou o rapper com a maioria das nomeações em uma única noite. Na cerimônia, Lamar ganhou cinco prêmios, incluindo Melhor Álbum Rap para To Pimp a Butterfly, Melhor Rap Song e Melhor Rap Performance para " Alright ", e Melhor Rap / Sung Colaboração para " These Walls ". Em 2015, Lamar recebeu o Prêmio de Ícones Geradores do Senado do Estado da Califórnia pelo Senador do Estado Isadore Hall III. Ele recebeu sete indicações nos Grammy Awards de 2018 pela DAMN. e suas músicas "Humble" e "Loyalty".
Em 2018, o rapper tornou-se o primeiro artista do universo pop a vencer do prestigiado prêmio Pulitzer na categoria música com "DAMN.", seu quarto álbum de estúdio (2017).

## Discografia
Álbuns de estúdio
- Section.80 (2011)
- Good Kid, M.A.A.D City (2012)
- To Pimp a Butterfly (2015)
- Damn (2017)
- Mr. Morale & the Big Steppers (2022)
- GNX (2024)